# Zell (Carinthie)
Pour les articles homonymes, voir Zell.
Zell (en slovène : Sele) est une commune bilingue autrichienne du district de Klagenfurt-Land, en Carinthie.

## Géographie
La communauté se situe au pied nord des Karavanke formant la frontière entre l'Autriche et la Slovénie, à environ 20 kilomètres au sud de Klagenfurt et à six kilomètres au sud de Ferlach. La Ferlacher Horn, un pic dominant du massif se trouve au nord-ouest.